# 李義方
李義方（？—1174年12月）是高麗時期武人政權軍事掌權者。本貫全州李氏。他是大將軍李勇夫的次子，為政丞李珩的女兒所生。李義方的侄孫李安社是朝鮮開國君主李成桂的高祖父。

## 生平
李義方出生軍人家庭，後成為軍官，在軍隊中擔任重要職務。1170年，因為武臣在當時社會上受到不公平的待遇，鄭仲夫、李高等武臣發動政變，廢黜高麗毅宗，擁立明宗，建立了武人政權。在這場政變中，李義方起著極為重要的作用。李義方同其他幾位參與政變的武臣一起，接受了高麗明宗給予的「壁上功臣」的稱號以及一系列特權。1171年，李高試圖發動兵變，以建立自己的獨裁政權；然而最終失敗了，李義方同鄭仲夫一起殺死了李高。
在鄭仲夫的幫助下，李義方的軍事實力不斷壯大，吸引了大量軍官投奔到自己的麾下。李義方通過自己的權力，將這些軍官安插到朝廷的各個要職中去，以取代先前文臣在朝中的地位。這引起了文臣的不滿，1173年，文臣金甫當陰謀擁立毅宗復位。李義方果斷地殺死了毅宗，以絕後患。由於作風果斷，李義方隨即成為軍隊的最高領袖，成為武人政權的掌權者。
在與鄭仲夫同秉朝政的時期裡，高麗境內爆發了一系列大大小小的僧人起義。太祖王建建立高麗的時候，大力扶持佛教勢力，不少佛教高僧在朝廷中當官，參與了高麗王朝的政治。因此僧人在高麗時期政治地位很高。李義方親自掛帥鎮壓叛亂。在李義方的威權之下，軍隊對全國各地的寺廟進行了攻擊和掠奪。
在此期間，高麗西北邊境的將領趙位寵發動叛亂。李義方隨即殺死了支持趙位寵的西京將領尹仁美。這使李義方失去了武人的支持，在鎮壓趙位寵之亂中敗北。
李義方將自己的女兒嫁給了太子王璹（後來的高麗康宗）。李義方希望憑藉此舉排擠甚至剷除同秉朝政的鄭仲夫，以獲得更大的權力。然而，此舉不僅沒有使李義方的地位抬高，反而使鄭仲夫感覺到了威脅。1174年，鄭仲夫的兒子鄭筠發動兵變，殺死了李義方。鄭仲夫取代了李義方，成為武人政權的掌權者。

## 相關影視作品
- 《武人時代》，KBS，2003年~2004年，演員：徐仁錫